# Tya'assono
Tya'assono (ou Tyassono) est un village du Cameroun situé dans le département de la Vallée-du-Ntem et la région du Sud, à proximité du parc national de Campo-Ma'an et de la frontière avec la Guinée équatoriale. Il fait partie de la commune de Ma'an.

## Climat
Le climat est de type équatorial guinéen à quatre saisons, avec deux périodes de pointe : la grande saison des pluies de septembre à novembre et la petite saison des pluies de mars à mai. L'humidité relative varie selon la saison et le moment  de la journée, mais elle reste élevée, entre 62 et 98 %. Les précipitations moyennes annuelles se situent entre 1 500 et 2 000 mm.

## Population
En 1967 la localité comptait 167 habitants, pour la plupart Ntumu.
Lors du recensement de 2005, 302 personnes y ont été dénombrées. Un recensement effectué lors du diagnostic participatif de 2007 a dénombré 750 personnes.
La population est assez mobile, des hommes recherchent des emplois dans les pays frontaliers, le Gabon et la Guinée équatoriale.

## Administration
Le terroir est sous l'autorité d'un chef traditionnel de troisième degré, assisté par des notables.

## Économie
La population dépend étroitement de la forêt où elle collecte aussi les produits forestiers non ligneux, utilisés notamment pour l'alimentation (vin, huile, amandes, fruits, condiments, miel), la phytothérapie et l'artisanat.
L'agriculture est l'activité économique la plus importante. La monoculture du cacao était encouragée à l'ère coloniale, mais l'écoulement de cette production se heurte à des difficultés du fait de l'enclavement de la région. Les concombres, la banane plantain et le macabo sont vendus dans les grands centres urbains d'Ambam ou Ebolowa et les grands marchés frontaliers, alors que l'arachide est principalement destinée à la consommation locale.
Les protéines animales proviennent de la chasse, également de la pêche, car les cours d'eau sont nombreux. On y capture notamment le poisson-chat électrique (Malapterurus electricus), le poisson-vipère (Parachanna obscura) et le silure.